# 福島縣第5區
福島縣第5區是日本眾議院的一個已經裁撤的小選區，設於1994年，2022年裁撤。裁撤前範圍包括磐城市、双葉郡。2016年的選民人數為335,328人。
2011年發生東日本大地震與福島第一核電廠事故之後，這個選區大多數地方被列入警戒區而撤離居民，因此被撤離的居民在磐城市內的投票所投票。

## 小選舉区選出議員
| 選舉名                 | 年     | 当選者   | 党派       | 選區範圍                                                               |
| ---------------------- | ------ | -------- | ---------- | ---------------------------------------------------------------------- |
| 第41屆眾議院議員總選舉 | 1996年 | 坂本剛二 | 新進党     | 磐城市、廣野町、楢葉町、富岡町、川内村、大熊町、双葉町、浪江町、葛尾村 |
| 第42屆眾議院議員總選舉 | 2000年 | 吉野正芳 | 自由民主党 | 磐城市、廣野町、楢葉町、富岡町、川内村、大熊町、双葉町、浪江町、葛尾村 |
| 第43屆眾議院議員總選舉 | 2003年 | 坂本剛二 | 自由民主党 | 磐城市、廣野町、楢葉町、富岡町、川内村、大熊町、双葉町、浪江町、葛尾村 |
| 第44屆眾議院議員總選舉 | 2005年 | 吉野正芳 | 自由民主党 | 磐城市、廣野町、楢葉町、富岡町、川内村、大熊町、双葉町、浪江町、葛尾村 |
| 第45屆眾議院議員總選舉 | 2009年 | 吉田泉   | 民主党     | 磐城市、廣野町、楢葉町、富岡町、川内村、大熊町、双葉町、浪江町、葛尾村 |
| 第46屆眾議院議員總選舉 | 2012年 | 坂本剛二 | 自由民主党 | 磐城市、廣野町、楢葉町、富岡町、川内村、大熊町、双葉町、浪江町、葛尾村 |
| 第47屆眾議院議員總選舉 | 2014年 | 吉野正芳 | 自由民主党 | 磐城市、廣野町、楢葉町、富岡町、川内村、大熊町、双葉町、浪江町、葛尾村 |
| 第48屆眾議院議員總選舉 | 2017年 | 吉野正芳 | 自由民主党 | 磐城市、廣野町、楢葉町、富岡町、川内村、大熊町、双葉町、浪江町、葛尾村 |
| 第49屆眾議院議員總選舉 | 2021年 | 吉野正芳 | 自由民主党 | 磐城市、廣野町、楢葉町、富岡町、川内村、大熊町、双葉町、浪江町、葛尾村 |